# Norbert Dragonneau
Norbert Artemis Fido Dragonneau (en anglais : Newton « Newt » Artemis Fido Scamander) est le personnage principal de la série de films Les Animaux fantastiques, écrite par J. K. Rowling et réalisée par David Yates. Il est également mentionné à quelques reprises dans la série romanesque Harry Potter, en tant qu'auteur du livre Vie et habitat des animaux fantastiques.
Norbert est un ancien élève de Poudlard. Au cours de sa scolarité, il a bénéficié notamment de l'enseignement d'Albus Dumbledore, à l'époque où ce dernier était professeur de défense contre les forces du Mal. Peu loquace et distant avec la plupart de ses camarades, Norbert a passé la majeure partie de son temps au contact des créatures, qu'il a toujours aimé observer et soigner.
Après un début de carrière au ministère de la Magie qu'il considère ennuyeux, Norbert entreprend de parcourir le monde, muni de sa valise, afin d'étudier les diverses créatures magiques et rédiger un ouvrage lui permettant de partager ses observations. En 1926, il est arrêté par le Congrès magique des États-Unis pour avoir libéré par mégarde plusieurs créatures dans la ville de New York, avant d'être finalement gracié pour avoir contribué, avec Tina Goldstein, Jacob Kowalski et Queenie Goldstein, à la capture du mage noir Gellert Grindelwald. Norbert publie son ouvrage l'année suivante, tandis que Grindelwald s'enfuit de prison. Norbert retrouve Tina, Jacob et Queenie en Europe et tente, sur le conseil de Dumbledore, de retrouver l'obscurial afin de le protéger de l'influence du mage noir.
Tandis que la série de films Les Animaux fantastiques est en cours de production, l'originalité du nouveau héros de J. K. Rowling a fait l'objet de premières analyses. Plusieurs critiques considèrent le personnage comme un héros manquant de charisme, voire comme étant peu crédible, du fait de posséder une personnalité extrêmement empathique et « indéfinissable », située aux antipodes de celles des héros traditionnels du cinéma fantastique. D'autres viennent saluer une représentation atypique et novatrice du héros masculin, qui apparaît ici à la fois humble, sensible et confiant.
Norbert Dragonneau est interprété au cinéma par Eddie Redmayne.

## Caractéristiques
Dans les premiers films des Animaux fantastiques, Norbert Dragonneau est âgé d'une trentaine d'années. Il est grand et fluet, avec des cheveux courts et bruns. Il est décrit dans le script du premier épisode comme ayant un visage tanné par les intempéries de ses voyages et un corps efflanqué, portant un vieux manteau bleu. Il ne se sépare jamais de sa valise en cuir usée.
Bien qu'il soit un personnage spontané, curieux et naturel, donnant l'impression de vivre à un rythme différent des autres, à la manière de Buster Keaton, Norbert apparaît solitaire et peu bavard en présence des autres humains, envers qui il se montre toutefois empathique, attentif et sans jugement. Dans le making-of du film Les Crimes de Grindelwald, Norbert est également décrit comme quelqu'un de particulièrement rationnel, imprévisible et excentrique,.

## Conception et évolution
Le personnage de Norbert Dragonneau est mentionné pour la première fois en 1997, dans le chapitre 5 de Harry Potter à l'école des sorciers, lorsque, avant leur rentrée de septembre, les élèves inscrits à Poudlard en 1991 (dont Harry Potter) doivent se procurer une liste d'ouvrages sur laquelle figure Vie et habitats des animaux fantastiques, écrit par « Norbert Dragonneau ».
En 2001, J. K. Rowling écrit un petit livre-guide sur les créatures magiques susceptibles d'être mentionnées ou présentes dans son univers sorcier. Elle fait passer l'ouvrage pour une copie conforme du livre de Norbert Dragonneau et le fait d'ailleurs publier sous son pseudonyme (Newt Scamander en version originale). Le livre est écrit à la première personne par le personnage de Norbert, et la préface par le personnage d'Albus Dumbledore, son ancien professeur. Les fonds récoltés sont reversés à l'association Comic Relief.
En 2015 — quatre ans après la fin de la production des films Harry Potter —, la possibilité de développer le personnage de Norbert au cinéma est étudiée par le producteur Lionel Wigram. Sur son idée, J. K. Rowling accepte de développer les aventures de ce nouveau héros au sein du même univers étendu que celui de Harry Potter, mais situé soixante-cinq ans plus tôt dans sa chronologie. Rowling décide à cette occasion de s'occuper elle-même du script.

### Étymologie et traduction

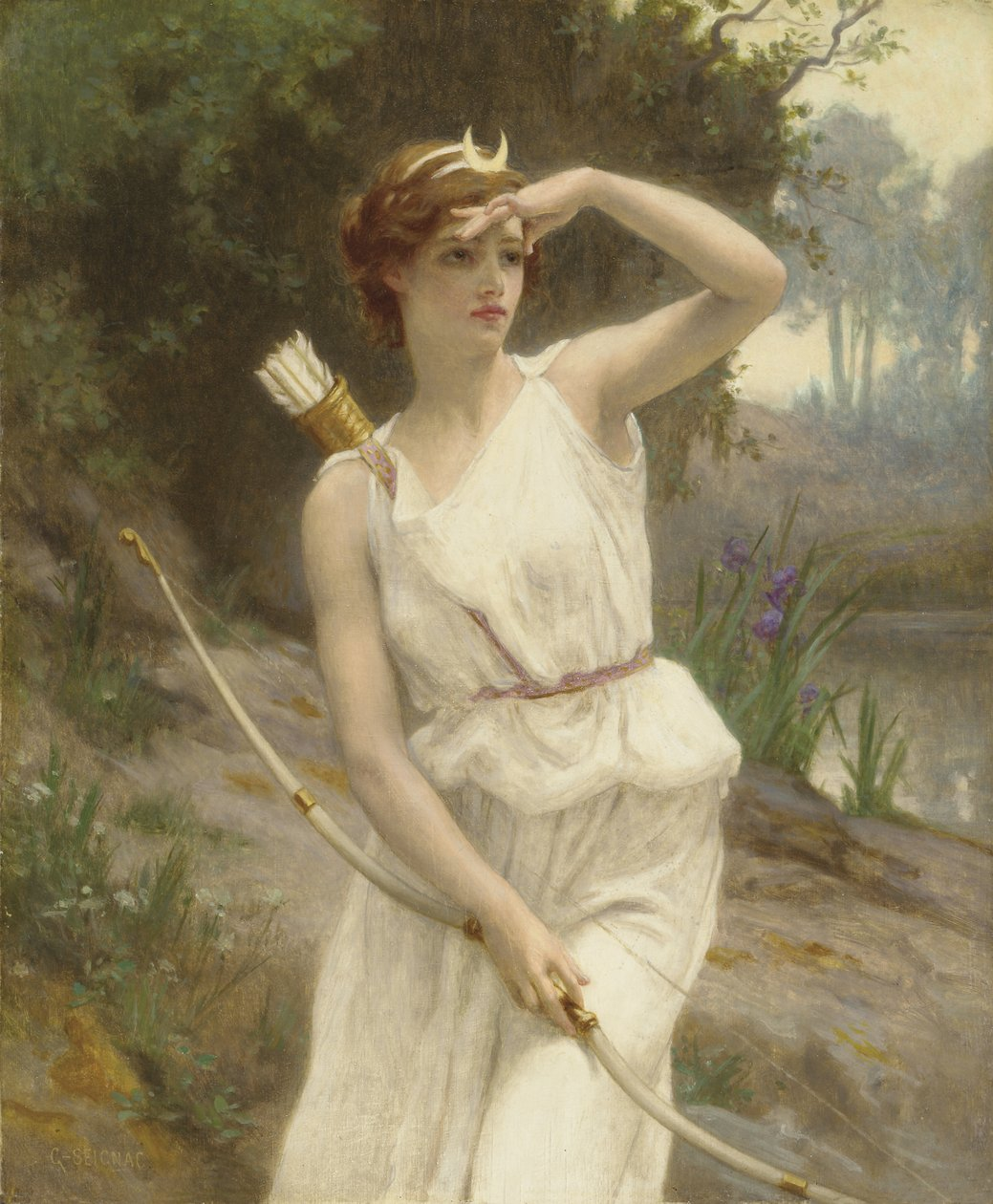
La déesse Artemis (Diane) par Guillaume Seignac.

Le nom complet de Norbert Dragonneau en version originale est « Newton Artemis Fido Scamander ». « Artemis » fait référence à la mythologie grecque et à la déesse de la chasse portant le même nom, également considérée comme la protectrice des bêtes sauvages,. « Fido » est un dérivé du latin fidus, qui signifie « fidèle », « digne de confiance ».
« Scamander » fait référence au dieu Scamandre, dont le nom, issu des mots grecs skamma (« la fouille ») et andros (« l'homme »), peut se traduire par « l'homme qui fouille ». « Newt », le diminutif de Newton, signifie « triton ». Il est donc également possible que J. K. Rowling ait choisi le nom de famille « Scamander » pour sa consonance avec salamander (« salamandre »), un amphibien très proche.
« Norbert » et « Dragonneau » (les traductions françaises des noms « Newt » et « Scamander ») n'ont pas tenu compte de ces liens possibles. Lorsque « Newt Scamander » a été traduit pour la première fois par Jean-François Ménard en 1998 pour l'édition française de Harry Potter à l'école des sorciers, il était juste fait mention du personnage en tant qu'auteur fictif. Le traducteur s'était alors penché sur un nom francophone en lien avec l'activité du personnage — ici, son lien avec les bêtes dont il fait mention dans son ouvrage —, et aurait probablement voulu faire un clin d’œil à Norbert, le bébé dragon élevé par Hagrid dans ce même roman,. La traduction choisie pour L'école des sorciers a été conservée pour la version française du livre guide des Animaux fantastiques publié en 2001, et par conséquent pour la série de films adaptée dès 2016.

## Histoire

### AvantLes Animaux fantastiques

#### Enfance et adolescence
Norbert est né le 24 février 1897. Il est le frère de Thésée Dragonneau, un héros de guerre. Dès l'enfance, il s'intéresse de près aux créatures, et élève avec l'aide de sa mère un troupeau d'hippogriffes. Il s'amuse également pendant des heures dans sa chambre à disséquer des horklumps (créatures scandinaves en forme de champignon).
En 1908, il entre à Poudlard où il intègre la maison Poufsouffle. Durant sa scolarité, il se lie d'amitié avec une jeune fille du nom de Leta Lestrange, qui comme lui, n'aime pas les études.
En 1913, Leta provoque un accident avec une créature, mettant en danger la vie d'un élève et violant les lois de protection des animaux du Département de contrôle et de régulation des créatures magiques. Norbert endosse la responsabilité de l'accident et se retrouve menacé d'expulsion. Albus Dumbledore, professeur de défense contre les forces du Mal, s'interpose contre cette décision et parvient à la lui éviter,.
Norbert obtient ses ASPICS vers 1915 et quitte Poudlard pour un poste au ministère de la Magie (au Département de contrôle et de régulation des créatures magiques), dans le bureau de replacement des elfes de maison.

#### Début de carrière

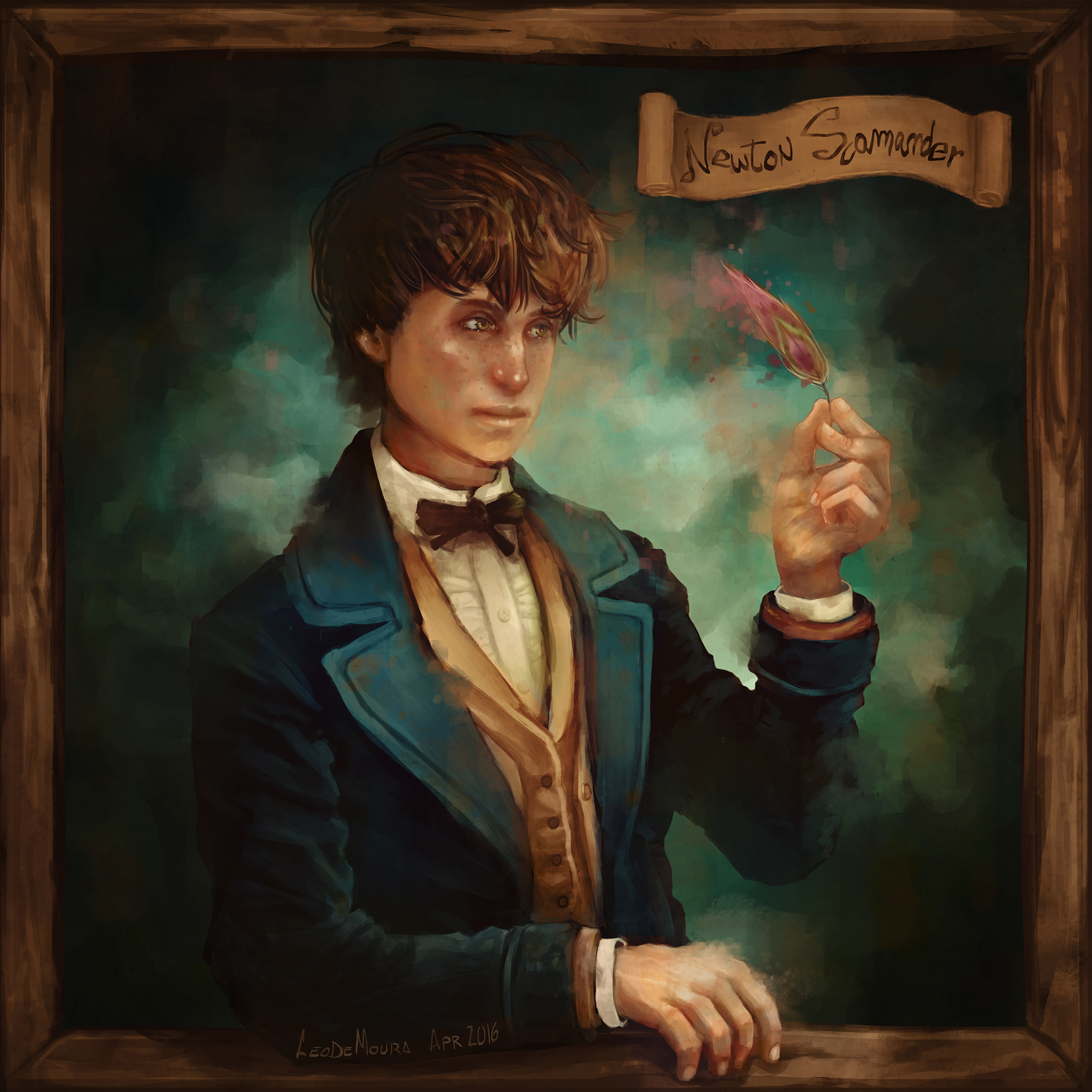
En 1918, Norbert décide d'écrire un ouvrage-guide sur les créatures magiques.

Après deux années ennuyeuses au bureau de replacement, Norbert est transféré au service des animaux fantastiques. Ses connaissances acquises en créatures magiques lui valent d'obtenir rapidement une promotion pour entrer à l'office de recherche et de contrôle des dragons, et à la fin de la guerre, Norbert se trouve sur le front est avec des pansedefers ukrainiens. Au cours de ces trajets, Norbert rassemble de nombreux documents très utiles.
En 1918, Augustus Worme, de la société d'édition Obscurus Books, lui suggère d'écrire un ouvrage-guide de référence sur les créatures magiques. Norbert accepte, ravi d'avoir une occasion de parcourir le monde à la recherche de nouvelles espèces.
Il voyage à travers les cinq continents, parcourant les déserts, marécages, jungles et montagnes, et étudie environ soixante-quinze espèces différentes qu'il répertorie dans son carnet. Il soumet sa valise à un sortilège d'extension qui lui permet d'augmenter considérablement sa capacité de stockage. Elle lui sert alors de refuge pour lui-même, comme pour les créatures qu'il capture. Il y aménage également son local d'étude.

« J'ai exploré des tanières, des terriers et des nids sur les cinq continents, j'ai observé les mœurs étranges de créatures fantastiques dans des centaines de pays, j'ai été le témoin de leurs pouvoirs, j'ai gagné leur confiance et, à l'occasion, je les ai repoussées, armé de la bouilloire qui m'accompagnait dans mes expéditions. »

— Norbert Dragonneau, extrait d'introduction de Vie et habitat des animaux fantastiques.

### DansLes Animaux fantastiques

Le Woolworth Building de New York abrite le Congrès magique des États-Unis, où Norbert et Tina sont arrêtés en 1926.

En 1926, après l'Égypte, l'Inde et la Guinée équatoriale, Norbert se dirige vers l'Arizona afin de ramener l'oiseau-tonnerre Frank dans son milieu naturel. En chemin, il fait une escale à New York. Sa valise et celle d'un Non-Maj, Jacob Kowalski, se retrouvent échangées par mégarde, et en laissant s'ouvrir la valise de Norbert, Jacob libère dans la ville la plupart des créatures qu'elle contenait. Avec l'aide de l'ex-Auror Tina Goldstein, qui souhaitait en premier lieu le faire arrêter, Norbert tente de retrouver toutes ses créatures à travers la ville, ralenti par Percival Graves et le Congrès magique des États-Unis, qui le recherchent activement pour sa violation du Code du secret magique.
Lors de cette excursion, Norbert se lie d'amitié avec le Non-Maj Jacob, à qui il fait découvrir son univers, et Queenie Goldstein, la sœur de Tina. Il apprend également que Percival Graves n'est autre que le mage noir de sombre réputation en Europe : Gellert Grindelwald. En sachant que Jacob n'est pas parvenu à obtenir un prêt pour ouvrir sa boulangerie, ce dont il rêve, Norbert lui offre une valise pleine de coquilles d’œufs d'Occamy en argent massif, avant de reprendre le bateau en direction de l'Europe.
Le livre Vie et habitat des animaux fantastiques est proposé à l'éditeur d'Obscurus au retour de Norbert en Angleterre, et publié un an plus tard.
Dans Les Crimes de Grindelwald, en 1927, Norbert se rend à Paris avec Jacob pour retrouver Croyance Bellebosse, sur le conseil d'Albus Dumbledore qui craint que Grindelwald utilise les pouvoirs du garçon pour servir sa cause. À Paris, Norbert retrouve Tina qui l'accueille d'abord froidement du fait qu'un magazine américain a dévoilé que Norbert et Leta Lestrange allaient se marier (alors que cette dernière est en réalité fiancée avec Thésée, le frère de Norbert),. Avec l'aide du Zouwu qu'il a capturé, Norbert se rend avec Tina et Leta au cimetière du Père-Lachaise, où Grindelwald organise un rassemblement, notamment dans l'espoir d'y retrouver Croyance. Après le discours de Grindelwald et le sacrifice de Leta Lestrange, Norbert et Tina se joignent à Thésée, Yusuf Kama et Nicolas Flamel pour contrer le feu de Grindelwald qui menace de détruire la ville, tandis que Jacob et Nagini observent impuissants Queenie et Croyance rejoindre le camp de Grindelwald,. Norbert constate à la fin du combat que son Niffleur a récupéré discrètement sur le mage noir la fiole du pacte de sang qui lie ce dernier à Dumbledore, en les empêchant mutuellement de s'affronter,. Il a bon espoir que Dumbledore puisse la détruire.

### Fin de carrière
Norbert retourne travailler au ministère de la Magie et crée en 1947 le Registre des loups-garous, permettant de recenser officiellement ces derniers. À la fin de sa carrière, il établit une loi visant à interdire l'élevage expérimental (adoptée en 1965), permettant d'empêcher la création d'espèces indomptables en Grande-Bretagne.
Norbert vit sa retraite en compagnie de Tina, dans le Dorset. Ensemble, ils ont au moins un fils. Norbert a été décoré de l'Ordre de Merlin, seconde classe en 1979, pour sa remarquable carrière et ses connaissances apportées en matière de magizoologie. Son livre Vie et habitat des animaux fantastiques est devenu l'un des livres de référence des élèves de Poudlard, et notamment de Harry Potter, Ron Weasley et Hermione Granger, bien des années plus tard,. Son petit-fils, Rolf Dragonneau, épousera Luna Lovegood, une amie proche de Harry Potter.
Le troisième film Harry Potter fait un clin d’œil au personnage de Norbert en indiquant sa présence à Poudlard en 1993, peu avant que l'affaire de l'hippogriffe Buck ne soit portée devant la Commission d'examen des créatures dangereuses. Son nom (Newt Scamander en anglais) figure en effet dans le film sur la carte magique de Harry Potter, lorsque celui-ci la reçoit des jumeaux Weasley,. Un autre clin d’œil serait fait dans les films Harry Potter, puisque son portrait de peinture apparaîtrait dans le bureau de Dumbledore.

## Interprétation

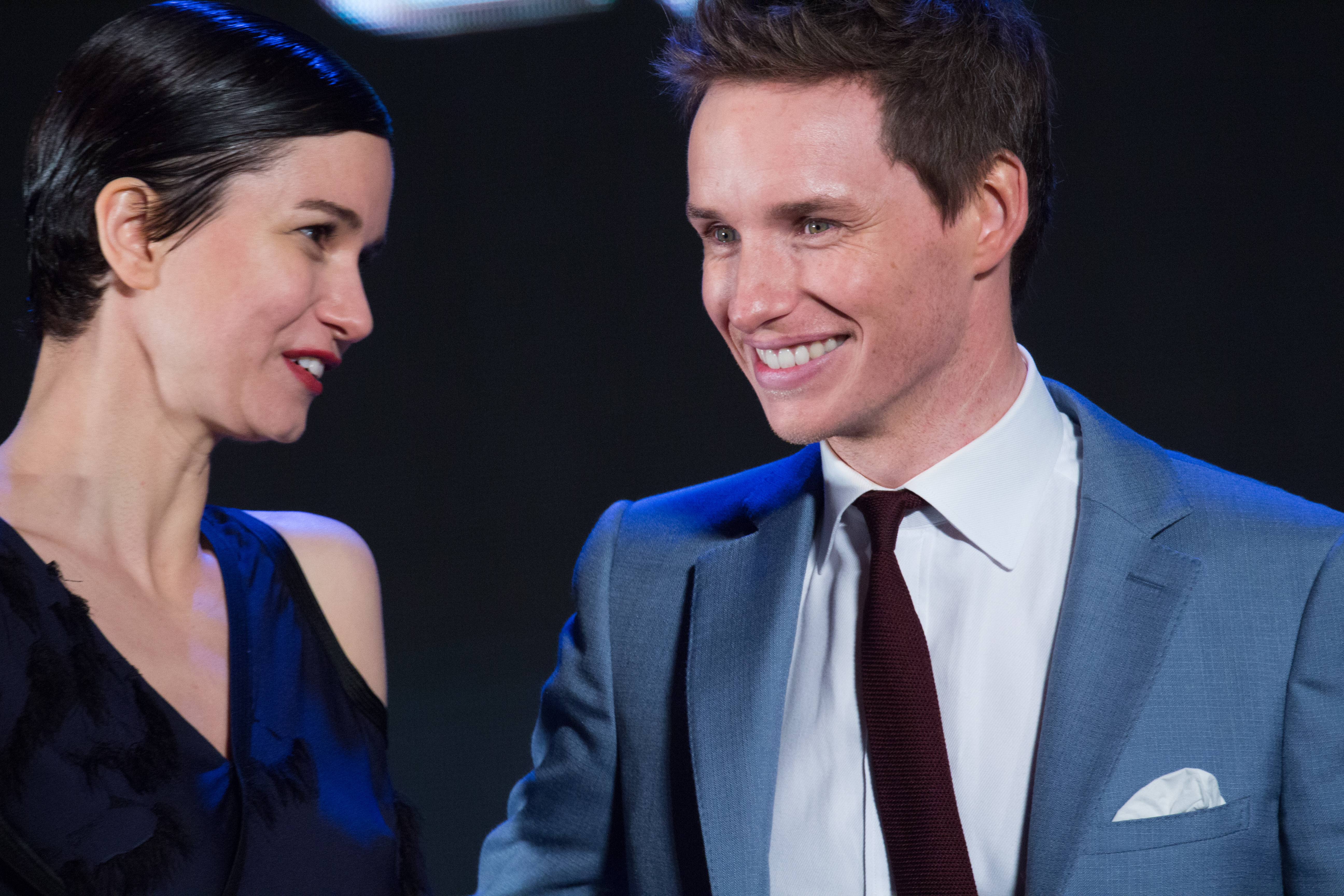
Eddie Redmayne, accompagné de Katherine Waterston (Tina), lors de la promotion du premier film des Animaux fantastiques en 2016.

Les producteurs de la franchise avaient dressé une liste de comédiens susceptibles de convenir pour le rôle de Norbert Dragonneau. En mars 2015, le journal The Sun évoque la possibilité que l'acteur britannique Matt Smith puisse être retenu, mais très rapidement, les producteurs n'envisagent plus qu'Eddie Redmayne. Selon le réalisateur David Yates, le principal atout de ce dernier réside dans la « vertiginosité » de sa silhouette et dans son expressivité. Déjà oscarisé pour son rôle de Stephen Hawking dans Une merveilleuse histoire du temps en 2014, Redmayne rejoint le casting des Animaux fantastiques dès qu'il prend connaissance du script.
De sa propre initiative, l'acteur s'entretient avec des éleveurs pour découvrir le lien qu'ils tissent avec leurs animaux et le comportement à adopter pour approcher les animaux sauvages.
Pour renforcer le côté marginal du personnage de Norbert, la costumière Colleen Atwood, confectionne un manteau de couleur froide (bleu canard foncé), contrastant avec les teintes plutôt brunes et chaudes des vêtements masculins des années 1920. Ce manteau est pourvu de nombreuses poches destinées à dissimuler quelques créatures. Il donne au personnage une sorte « d’excentricité désuète ».
Eddie Redmayne est doublé en versions francophones par les comédiens Théo Frilet (version française) et Xavier Dolan (version québécoise),.
- 2016 : Les Animaux fantastiques de David Yates : Eddie Redmayne
- 2018 : Les Crimes de Grindelwald de David Yates : Eddie Redmayne, Joshua Shea (adolescent)
- 2022 : Les Secrets de Dumbledore de David Yates : Eddie Redmayne.

## Critique et analyse

### Rôle et psychologie du personnage
Norbert Dragonneau présente une masculinité peu commune au cinéma, et en particulier en tant que héros d'un film à gros budget ou grand spectacle : il est sensible, calme, vulnérable, empathique et ne présente aucune forme d'arrogance ou de suffisance,.
Dans un article du site Pottermore, intitulé Why Newt Scamander is a different kind of hero (« Pourquoi Norbert Dragonneau est un héros différent »), il est précisé que le personnage a « une approche délicate et sobre de la résolution des problèmes » : par exemple, plutôt que de chercher à neutraliser l'obscurus meurtrier, Norbert fait preuve d'humanité et de douceur pour entrer en contact avec le garçon sensible et timide qui héberge l'entité destructrice, exprimant le désir sincère de le protéger. Même s'il a des difficultés à s’exprimer avec d’autres êtres humains, il a conscience de la sensibilité de ceux qui l’entourent, qu'ils soient humains ou animaux. « Il y a quelque chose de profondément bon et d'attachant chez lui », déclare le réalisateur David Yates.
Norbert se montre beaucoup plus spontané et communicatif avec ses animaux qu'avec les gens. Pour l'auteure J. K. Rowling, la relation que développe Norbert avec ses créatures est au cœur de son intrigue :
il ressent une affinité profonde à leur égard et perçoit la beauté des plus inoffensives d'entre elles, comme celle des plus dangereuses. Pour Yates, il s'agit d'un trait caractéristique de J. K. Rowling que de s'intéresser « aux marginaux, aux incompris ou à ceux qui sont en léger décalage avec la société ». À l'image du personnage de Luna Lovegood dans Harry Potter, ou même d'Hermione Granger, qui selon Rowling refusait de « se faire passer pour moins brillante qu'elle n'est pour mieux se faire accepter », le personnage de Norbert, selon Eddie Redmayne, « ne cherche pas à plaire » et ne refrène pas son côté enfantin. Mais contrairement à Harry Potter — précédent héros de fantasy créé par Rowling —, Norbert Dragonneau, bien que ne possédant pas de dons particuliers, ne doute pas de lui-même ou de ses compétences, dans la mesure où il se connaît parfaitement. Il est également satisfait de son « humble » ambition personnelle, qui est de soigner les créatures magiques et de partager ses connaissances par le biais de son livre. Il n'est pas animé par la volonté de combattre le Mal ou de faire ses preuves, ni promis à un destin exceptionnel.

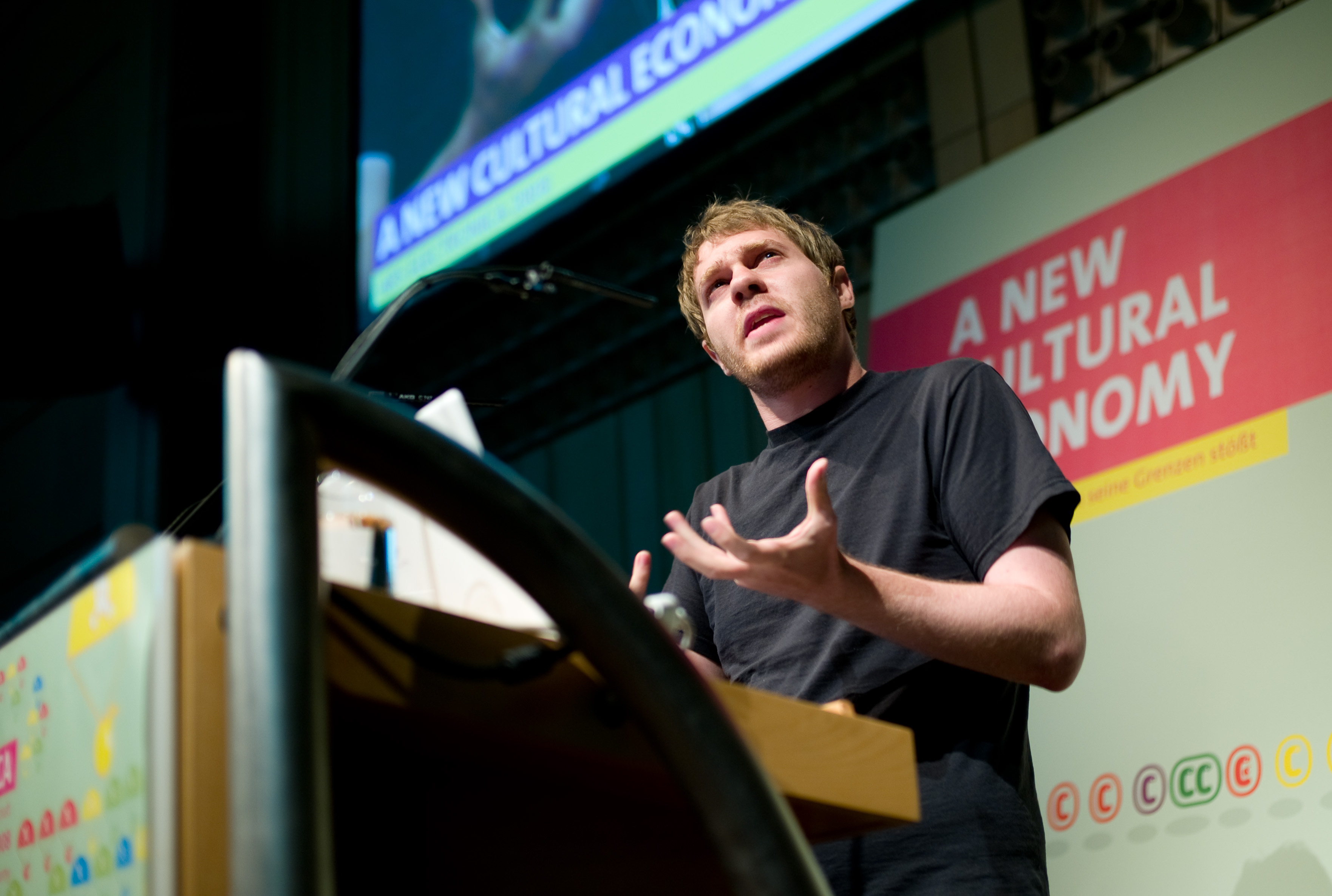
Selon l'écrivain Jonathan McIntosh et d'autres critiques, Norbert Dragonneau présenterait plusieurs caractéristiques d'une personne autiste.

Selon Jonathan McIntosh, critique culturel et créateur de l'agence Pop Culture Detective, il y aurait matière à débattre du fait que Norbert présenterait plusieurs caractéristiques d'une personne porteuse d'autisme : « Il est maladroit en société, n'aime pas être touché, éprouve une empathie intense pour les autres mais rencontre des difficultés pour se connecter avec eux […]. Certains spectateurs ont aussi remarqué qu'il avait des difficultés à regarder dans les yeux ». Même si le scénario du film ne peut confirmer cette hypothèse, son interprète Eddie Redmayne rejoint cette idée, pensant que son personnage pourrait être Asperger (forme d'autisme) à une époque où ce syndrome n'était pas diagnostiqué. Le Figaro considère également le personnage de Norbert comme étant « un tantinet autiste et asocial », tandis que le magazine Première évoque un héros « autiste et gauche »,.
Contraint de faire confiance aux personnes qu'il rencontre pour retrouver ses créatures échappées, Norbert en vient cependant à trouver du réconfort auprès des « gens normaux », notamment auprès du Non-Maj Jacob Kowalski. Eddie Redmayne explique qu'il s'agit d'une association à la fois improbable, comique et touchante de deux personnages que tout oppose : « le corpulent Jacob, qui veut devenir pâtissier, est une personne véritable, alors que Norbert est un sorcier, grand, mince, loufoque et un peu distant. Ils vont malgré tout se débrouiller pour que chacun tire le meilleur de l’autre ».

### Accueil
De nombreux critiques ont fortement déprécié le personnage, remettant en doute sa cohérence et son charisme en tant que leader,. Bilge Ebiri, du Village Voice, présente un héros ayant l'air « physiquement malade », tandis que Will Leitch de New Republic parle d'une « sorte de folie » que d'envisager qu'un personnage « si bienveillant, simple et indéfinissable » puisse être le personnage principal d'une série de cinq films. Dans sa critique du deuxième film, Antoine Corte (Bulles de Culture) parle d'un « adolescent esseulé dont l’écriture n’est pas développé[e] ».
Le critique culturel Jonathan McIntosh explique les réactions majoritairement négatives par le fait que le héros masculin de fantasy ou de science-fiction est traditionnellement représenté comme un homme « grand, effronté et fort physiquement, ou au moins plein d'esprit, tapageur et charismatique » pour lequel « il devient presque nécessaire de cacher sa vulnérabilité ». Norbert Dragonneau incarnerait donc, selon McIntosh, une « représentation atypique et novatrice de la virilité » pour un héros d'aventures cinématographique, à une époque où l'agressivité et l'arrogance des personnages principaux masculins sont davantage attendues que leur sensibilité ou leur diplomatie (plus traditionnellement associées aux stéréotypes de la féminité). Dans Les Animaux fantastiques, ces attributs sont présentés comme des aspects positifs et héroïques. Selon McIntosh, la sensibilité de Norbert constituerait même sa principale qualité. Ainsi, même s'il est amené à évoluer aux cours de l'aventure, Norbert n'est pas tenu de « s'endurcir ». Son développement résiderait davantage dans la profondeur et la singularité des relations qu'il tisse avec les autres personnages.